# 루이 에밀 베르탕
루이 에밀 베르탱(Louis-Émile Bertin, 1840년 3월 23일 - 1924년 10월 22일)은 프랑스 해군의 기술자였다. 당시 가장 유명한 인물 중 한 명으로 주네 에콜(청년학파)의 지지자였다.

## 생애
베르탕은 1840년 프랑스 낭시에서 태어났다. 1858년 파리의 에콜 폴리테크니크에 입학하여 해군 기술자(제니에 마리타임, Génie Maritime- ‘바다의 천재’라는 의미)의 길을 선택했다. 베르탕의 우상은 앙리 듀푸이 드 롬이었다. 베르탕은 기존의 상식에서 자주 벗어난 혁신적인 설계로 알려지게 되었고, 함정 설계 엔지니어 전문가로 국제적으로 인정받게 되었다. 또한 1871년에는 법률 박사 학위를 받으며 그의 다채로운 재능을 보여 주었다.

### 일본
1885년에 일본 정부는 프랑스 해군 기술자를 설득하여, 베르탕을 1886년에서 1890년까지 4년간 일본 해군의 외국인 초빙사로 초대를 해 방일하게 하였다. 베르탕은 일본인 기술자와 선박 설계 기술자를 길러내서 현대적인 군함을 설계하고 건조해 해군의 시설을 건축했다. 45세가 된 베르탕에게 이것은 해군의 모든 것을 설계하고, 주네 에콜을 시도해볼 탁월한 기회가 되었다. 그것은 일본의 산업에 대한 영향력을 선점하고 있던 영국과 독일에게 프랑스 정부가 새로운 산업화에 영향력을 행사할 중요한 기회이기도 하였다.
일본에 거주하고 있을 때에, 베르탕은 7척의 주력함과 22척의 어뢰정을 설계, 건조하였고, 그들은 일본 해군 초창기의 핵심 군함이 되었다. 이 군함에는 마쓰시마형 방호순양함 3척이 포함되어 있었다. 이 3척은 주포가 1문뿐이지만 매우 강력한 32cm 카네포를 탑재했다. 그리고 1894년부터 다음 해의 청일 전쟁에서 일본 함대의 주력이 되었다. 또한 구레와 사세보의 조병창과 사세보 조선소 공장의 건설을 지휘했다.
베르탕이 일본에 머물렀던 시대는 정치적 음모에 의해 시달리던 시기이기도 하다. 일본 정부 내에는 프랑스보다 영국이나 독일을 좋아하는 파벌이 있었으며 도쿠가와 막부를 강하게 지지했던 프랑스에 대한 불신이 여전히 존재했다. 베르탕의 지위가 손상될 가능성이 있었던 위기가 한 번 이상 있었고, 또한 베르탕이 지지하는 주네 에콜은 아직 확인되지 않았고 일본 해군이 도박을 하고 있던 것도 있었다.
일본 해군을 확립하고자 하는 그의 노력은 1894년 9월 17일의 황해 해전에서의 승리에 결정적인 공헌을 하게 되었다. 기함 ‘마쓰시마’에 승선하고 있던 일본 제국 해군의 이토 스케유키 제독은 베르탕에 다음과 같은 내용을 보냈다.
함은 우리의 바램을 모두 충족시켰다. 그 함들은 우리 함대 중 가공할 1척이었다. 그 강력한 공격과 지적 설계에 의해, 우리는 중국의 기갑함에 화려한 승리를 거둘 수 있었다.

에밀 베르탕은 1890년 말에 메이지 천황으로부터 욱일장을 수여받았다. 훈장 수여 행사를 진행하는 동안 해군 장관 사이고 주도(1843-1902)는 다음과 같은 말을 했다.
| “ | 베르탕은 해방함과 일등함 건조를 위한 설계를 확립했을 뿐 아니라, 다양한 제안을 했다. 함대 조직, 해안 방어, 대구경포의 제조, 철강과 석탄 등 재료의 사용 등이다. 그는 4년간 일본에 머물면서 해군의 혁신을 위해 결코 일을 멈추지 않았다. 그리고 그의 노력의 결과는 현저하다. | ” |
|   | — 도쿄, 1890년 1월 23일 |   |

### 귀국
프랑스로 귀국한 베르탕은 해군기관학교(École du Génie Maritime)의 교장으로 승진했다. 1895년에 조선 대장(ingénieur général)의 지위를 손에 넣었고, 해군 함정 본부장(Directeur des Construction Navales)이 되었다. 그가 부장으로 재임 중에 프랑스 해군은 톤수로 환산하여 세계 2위의 해군되었다. 프랑스에 돌아와서 아이러니하게도 테오필 오브의 주네 에콜 지지자들과 불화하고 있음을 깨달았다. 그리하여 그는 동료들의 설계를 다시 한번 비판했다. 그의 비판은 이후 1915년에 전함 ‘보빗’의 엄청난 침몰로 정당화되었다. 1903년에 유명한 프랑스 학사원에 입회했다.

## 유산

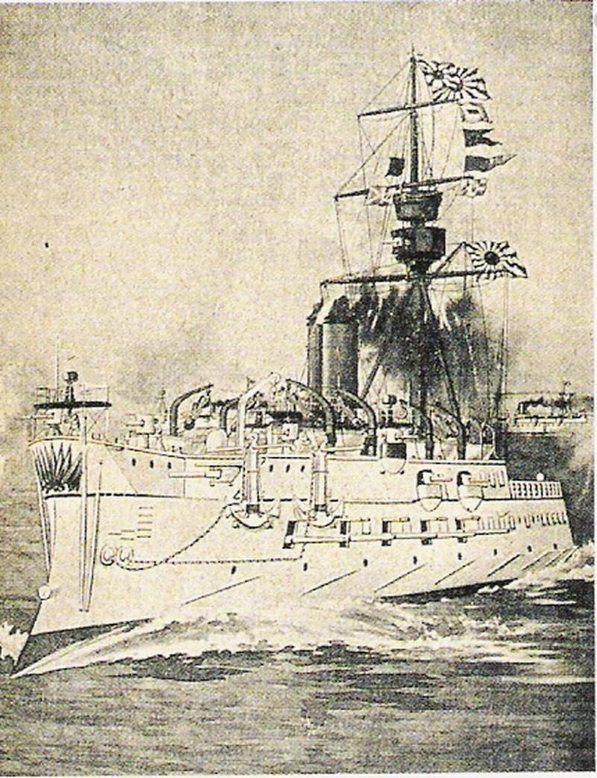
베르텡이 설계한 일본 순양함 마쓰시마, 청일전쟁에서 기함으로 사용되었다

방호를 가볍게 하고, 포력을 중시하는 순양함이라는 벨탄의 콘셉트는 1904년부터 1905년 러일 전쟁까지 드레드노트급 수준의 전함을 허용했고 ‘주네 에콜’이라는 개념은 다분히 의심을 받았다. 일본 내에서는 마쓰시마형 방호순양함의 종합적인 성능에 만족하지 못했다. 프랑스에서 일본에 회항 중 ‘우네비’가 1886년 12월에 침몰한 이후, 베르탕이 프랑스로 떠난 후의 설계는 프랑스보다 오히려 영국의 조선소에 주문을 했다.
일본에서의 베르탕의 진짜 유산은 일련의 근대적 조선소, 특히 구레 해군 공창과 사세보 해군 공창의 건조였다. 참고로 일본에서 최초의 근대식 공창인 요코스카 해군 공창은 1865년으로 더 이전에 프랑스인 기술자, 레온스 베르니에 의해 만들어졌다. 제1차 세계 대전에서 프랑스의 요새화 함대에 12척의 구축함이 건조된 것이 이들 일본의 공장이다.
그의 사후에 명예를 기념하여 프랑스 해군의 순양함에 그의 이름을 따서 〈에밀 베르탕〉이 붙여졌다. 그는 또한 롤링과 피칭 연구를 위해 트윈 오실로그래프를 발명했다.

## 저서
- "Données Expérimentales sur les vagues et le roulis"(1874)
- "La Marine à Vapeur de Guerre et de Commerce"(1875)
- "Les Grandes Guerres Civiles du Japon"(1894)
- "Chaudières Marines, Cours de Machine à Vapeur"(1896)
- "État actuel de la marine de guerre"
- "Évolution de la puissance défensive des navires de guerre"(1906)
- "La marine moderne"(1910)
- "La marine moderne. Ancienne histoire et questions neuves"(1920)